# 家宝 〜THE BEST OF HOME MADE 家族〜
『家宝 〜THE BEST OF HOME MADE 家族〜』（かほう ザ・ベスト・オブ・ホームメイドかぞく）は、HOME MADE 家族初のベスト・アルバム。2014年1月8日発売。

## 解説
- HOME MADE 家族のメジャー・デビュー10周年を記念し、シングル「キミガイタカラ」「ハシリツヅケル」に続く第3弾としてリリースされた初のベスト・アルバムである。2008年にリリースされた「〜Heartful Best Songs〜 "Thank You!!"」は初のハートフル・ベスト・アルバム、初のコンパイルアルバム[3]という位置付けであり、今作が初のベストアルバムと銘打たれている[4]。
- 新曲「マモルベキモノ」と「サンキュー!!」のリメイクである「サンキュー!!(Reborn)」を含む全17曲が収録されており、シングルでは「SUMMER TIME MAGIC」「ON THE RUN」「JOYRIDE」「You'll be alright with 槇原敬之」「アイコトバはア・ブラ・カダ・ブラ 〜HOME MADE 家族 vs 米米CLUB〜/真夏のダンスコール♥」「EVERYBODY NEEDS MUSIC」「おぼえてる。」「EASY WALK」「Come Back Home」「L.O.V.E.」「ぬくもり」「琥珀色に染まるこの街は」「気分はまるでJackpot!」を除く13曲が収録されている。
- 初回生産限定盤には、2013年10月12日に愛知県蒲郡市のラグーナ蒲郡・ラグーナビーチ(大塚海浜緑地)で開催された「KAZOKU Fes.2013」でのHOME MADE 家族のライブ映像（副音声メンバー解説付き）、「サンキュー!!(Reborn)」のミュージックビデオが収録されたDVDと、デビュー10周年を総括するヒストリーと全収録曲解説のスペシャル・ブックレットが付属している。

## 収録曲
CD
1. キミガイタカラ
2. 少年ハート
3. アイコトバ
4. サンキュー!!
5. 君がくれたもの
6. fantastic 3 feat.SEAMO
7. FREEDOM
8. サルビアのつぼみ
9. Tomorrow featuring 九州男
10. YOU 〜あなたがそばにいる幸せ〜
11. ハシリツヅケル
12. HOME SWEET HOME(Reborn)
13. NO RAIN NO RAINBOW
14. 流れ星 〜Shooting Star〜
15. Love is... feat. Ms.OOJA
16. マモルベキモノ
17. サンキュー!!(Reborn)

DVD
※初回生産限定盤のみ
1. KAZOKU FES. 2013 ライブ
1. SUMMER BORN!!!!!!!!!!
2. 少年ハート
3. Sun Shade Love
4. 気分はまるでJackpot!・改!
5. N.A.M.A. Remix feat. SEAMO
6. FREEDOM
7. サルビアのつぼみ
8. NO RAIN NO RAINBOW
9. ハシリツヅケル
10. HOME SWEET HOME (Reborn)
11. サンキュー!!
12. キミガイタカラ
2. サンキュー!!(Reborn) -Music Video-